# 野口英世
野口 英世（のぐち ひでよ、1876年〈明治9年〉11月9日 - 1928年〈昭和3年〉5月21日）は、日本の医師、細菌学者。栄典は、正五位・勲二等旭日重光章。学位は医学博士（京都大学）、理学博士（東京大学）。
福島県耶麻郡三ッ和村（現：耶麻郡猪苗代町） 出身。高等小学校を卒業して上京し、済生学舎（日本医科大学の前身）に通い、医術開業試験に合格して医師となった。渡米してペンシルベニア大学医学部の助手を経て、ロックフェラー医学研究所研究員となった。主に細菌学の研究に従事し、黄熱病や梅毒の研究で知られる。数々の論文を発表し、ノーベル生理学・医学賞の授賞候補に三度名前が挙がったが、後にその業績の多くが否定された。黄熱病の研究中に自身も罹患し、1928年（昭和3年）5月21日、英領ゴールド・コースト（現在のガーナ共和国）のアクラで51歳で死去。

## 年譜

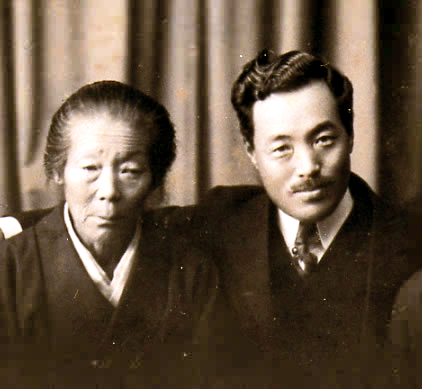
野口英世と母シカ（野口英世記念館蔵）

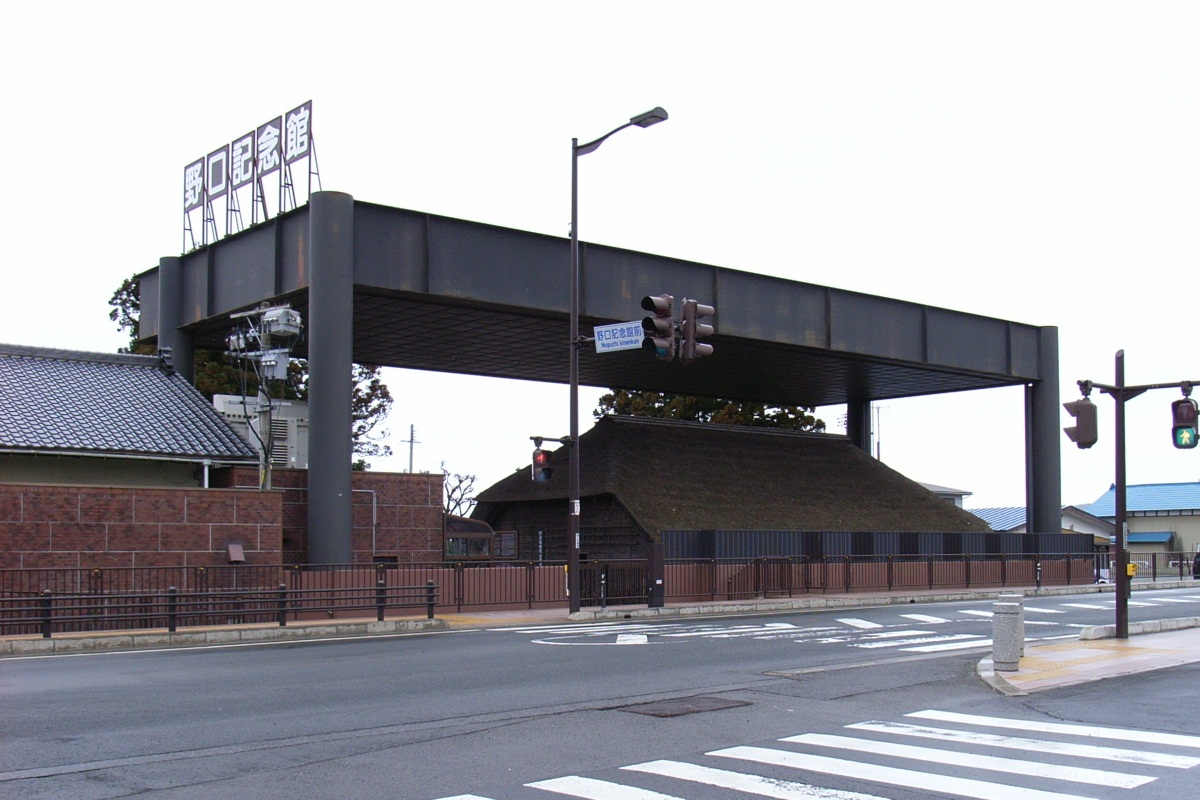
現存する英世の生家（現　野口英世記念館）

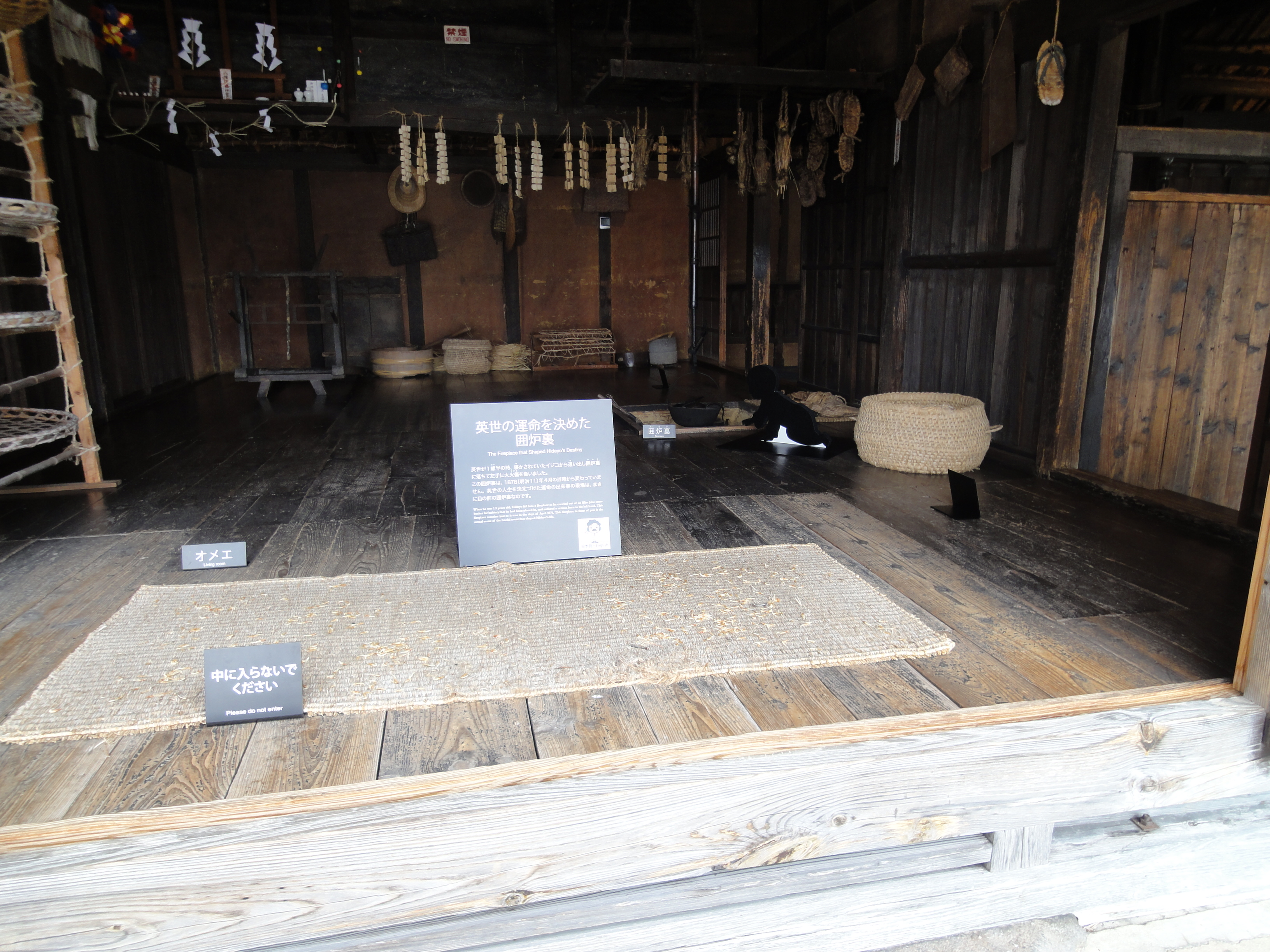
英世が火傷を負った囲炉裏

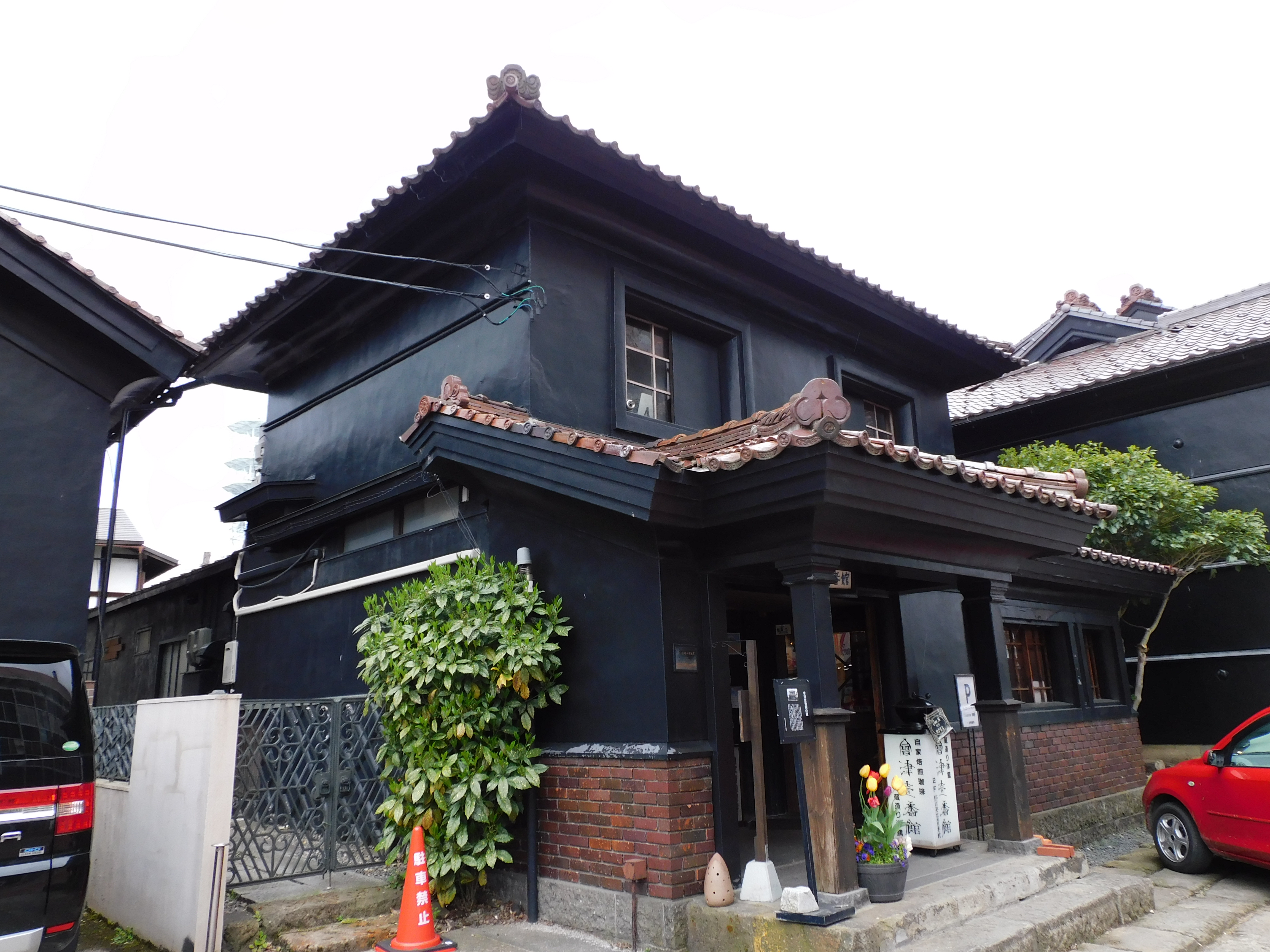
英世が左手の手術を受けた会陽医院（現　會津壹番館）

### 誕生・火傷・手術
1876年（明治9年）
11月9日 - 福島県耶麻郡三ッ和村字三城潟（現・猪苗代町）に郵便配達人の父・野口佐代助と母・シカの長男として生まれ、清作（せいさく）と名付けられる（後述の理由により22歳で英世と改名した）。
1878年（明治11年）4月
清作は1歳の時に囲炉裏に落ち、左手に大火傷を負う。
1883年（明治16年）
三ッ和小学校に入学。左手の障害から農作業が難しく、学問の力で身を立てるよう母に諭される。小学校の頃は、左手に大火傷をしていたので、「清ボッコ」と言われていじめられていた。
1889年（明治22年）4月
猪苗代高等小学校の教頭であった小林栄に優秀な成績を認められ、小林の計らいで猪苗代高等小学校に入学する。
1892年（明治25年）10月
左手の障害を嘆く清作の作文が小林を始めとする教師や同級生らの同情を誘い、清作の左手を治すための手術費用を集める募金が行われ、会津若松で開業していたアメリカ帰りの医師・渡部鼎の下で左手の手術を受ける。その結果、不自由ながらも左手の指が使えるようになる。清作はこの手術の成功に感激したことがきっかけで医師を目指すこととなった。
1893年（明治26年）
3月 - 清作は猪苗代高等小学校を卒業後、自分を手術してくれた渡部の経営する会陽医院に書生として住み込みで働きながら、約3年半にわたって医学の基礎を学ぶ。細菌学を知ったのもこの頃であったという。1896年8月に、渡部の友人であった歯科医で東京府東京市芝区（現:東京都港区）の高山高等歯科医学院（東京歯科大学の前身）の講師・6歳年長の血脇守之助と知り合う。
1895年（明治28年）
4月7日 - 日本基督教団若松栄町教会で藤生金六教師より受洗し、キリスト教徒（プロテスタント）となる。

### 上京・改名
1896年（明治29年）
9月 - 野口は小林らから40円（現在価格約80万）もの大金を借りて上京し、医師免許を取得するために必要な医術開業試験の前期試験（筆記試験）に合格するも、放蕩のためわずか2ヶ月で資金が尽き、下宿からの立ち退きを迫られる。後期試験に合格するまでの間、血脇の勤める高山高等歯科医学院に書生として雇ってもらおうとするが院長に拒否され、血脇の一存で非公式に寄宿舎に泊まり込むこととなる。その後、掃除や雑用をしながら学僕となる。
同年、ドイツ語の学習を目的としてエリザ・ケッペン夫人の夜学の学費を得たいと考え、血脇に相談するが、月給4円の血脇には捻出できないため、血脇に策を与え院長に昇給を交渉させる。その結果、血脇の給与は月額7円となり、ここから学費を得ることができた。
後期試験（臨床試験）は実際の患者を相手に診断をするもので、独学では合格不可能であったため、医術開業試験予備校の済生学舎（日本医科大学の前身）へ通う資金を得るために、再び血脇に秘策を与えて院長と交渉させる。その結果、血脇は院長から病院の経営を任せてもらうことで病院の予算を自由に動かせるようになり、彼自身は血脇から月額15円もの援助を受けることに成功し、済生学舎に通うことが可能となった。済生学舎の近くの東京都文京区本郷の大成館に下宿する。
1897年（明治30年）
臨床試験で必須の打診ができないことから、血脇の計らいで帝国大学外科学助教授・近藤次繁による左手の無償再手術を受ける。その結果、打診が可能になり、10月、後期試験にも合格。21歳で医師免許を取得した。医師免許は取得したものの、開業資金がなく、また左手を患者に見られたくないという理由から臨床医の道を断念し、基礎医学研究者の道を歩むことを決心する。血脇の計らいで高山高等歯科医学院の講師を務める他、順天堂医院で助手として「順天堂医事研究会雑誌」の編集の仕事に携わる。
1898年（明治31年）
10月 - 順天堂（現在の順天堂大学医学部）の上司である編纂主任・菅野徹三に頼み込み、順天堂医院長・佐藤進の紹介という形で、血清療法の開発などで世界的に名を知られていた北里柴三郎が所長を務める伝染病研究所（現・東京大学医科学研究所）に勤め始める。研究に携わることはなかったが、語学の能力を買われ、外国図書係として、外国論文の抄録、外人相手の通訳、および研究所外の人間との交渉を担当した。同年8月、知人からすすめられて、坪内逍遥の流行小説「当世書生気質」を読んだところ、弁舌を弄し借金を重ねつつ自堕落な生活を送る登場人物・野々口精作が彼の名前によく似ており、また彼自身も借金を繰り返して遊廓などに出入りする悪癖があったことから強い衝撃を受け、そのモデルであると邪推される可能性を懸念し改名を決意する。郷里の小林に相談した結果、世にすぐれるという意味の新しい名前“英世”を小林から与えられた。本来、戸籍名の変更は法的に困難であるが、野口は別の集落に住んでいた清作という名前の人物に頼み込んで、自分の生家の近所にあった別の野口家へ養子に入ってもらい、第二の野口清作を意図的に作り出した上で、「同一集落に野口清作という名前の人間が二人居るのは紛らわしい」と主張するという手段により、戸籍名を改名することに成功した。
1899年（明治32年）
4月 - 伝染病研究所渉外係の業務の一環として、アメリカから志賀潔の赤痢の研究を視察するために来日していたサイモン・フレクスナー博士の案内役を任された際、フレクスナーに自分の渡米留学の可能性を打診。
5月 - 伝染病研究所の蔵書が、野口経由で貸し出された後に売却されるという事件が発覚した。野口はこの事件を理由に研究所内勤務から外されたが、北里所長の計らいで横浜港において検疫所検疫官補となる（旧長濱検疫所一号停留所参照）。
6月 - 横浜港に入港した“亜米利加丸”の船内でペスト患者を発見・診断した。
10月 - 検疫官補の仕事ぶりが認められ、清国でのペスト対策として北里伝染病研究所に内務省から要請のあった、国際防疫班に選ばれる。しかし支度金96円を放蕩で使い果たしたため、資金を血脇に工面してもらい渡航。清国では牛荘を中心に一般的な病気の治療にあたった。半年の任期終了後も国際衛生局、ロシア衛生隊の要請を受けて残留。国際的な業務を体験し、翌年5月にフレクスナー宛にアメリカ留学を希望する手紙を出す(ロックフェラー大学・noguchi-paper)。この時期は大変な高給に恵まれたが、放蕩で使い果たしてしまったため、渡航のための資金を得ることはできなかった。

### 渡米

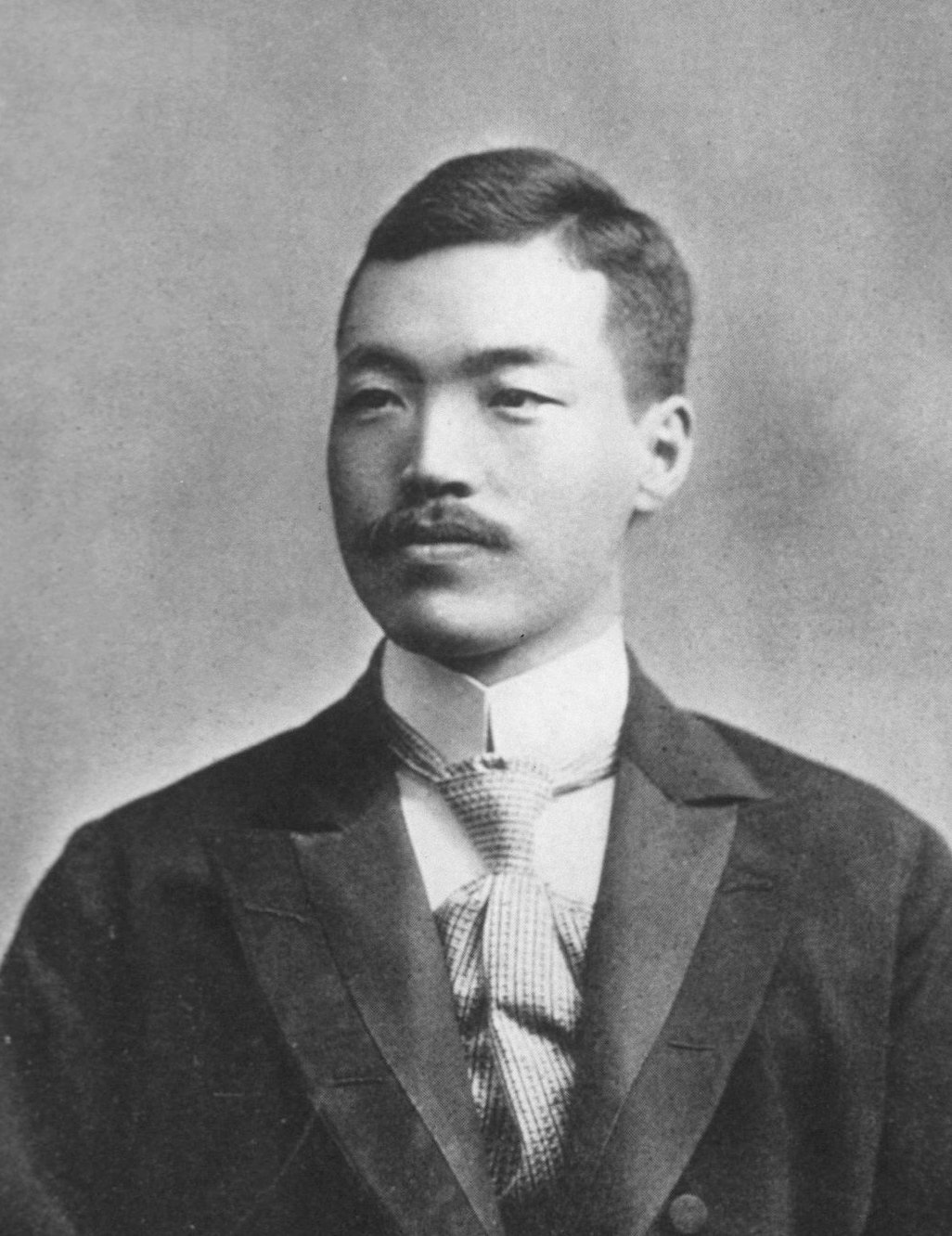
青年期の英世

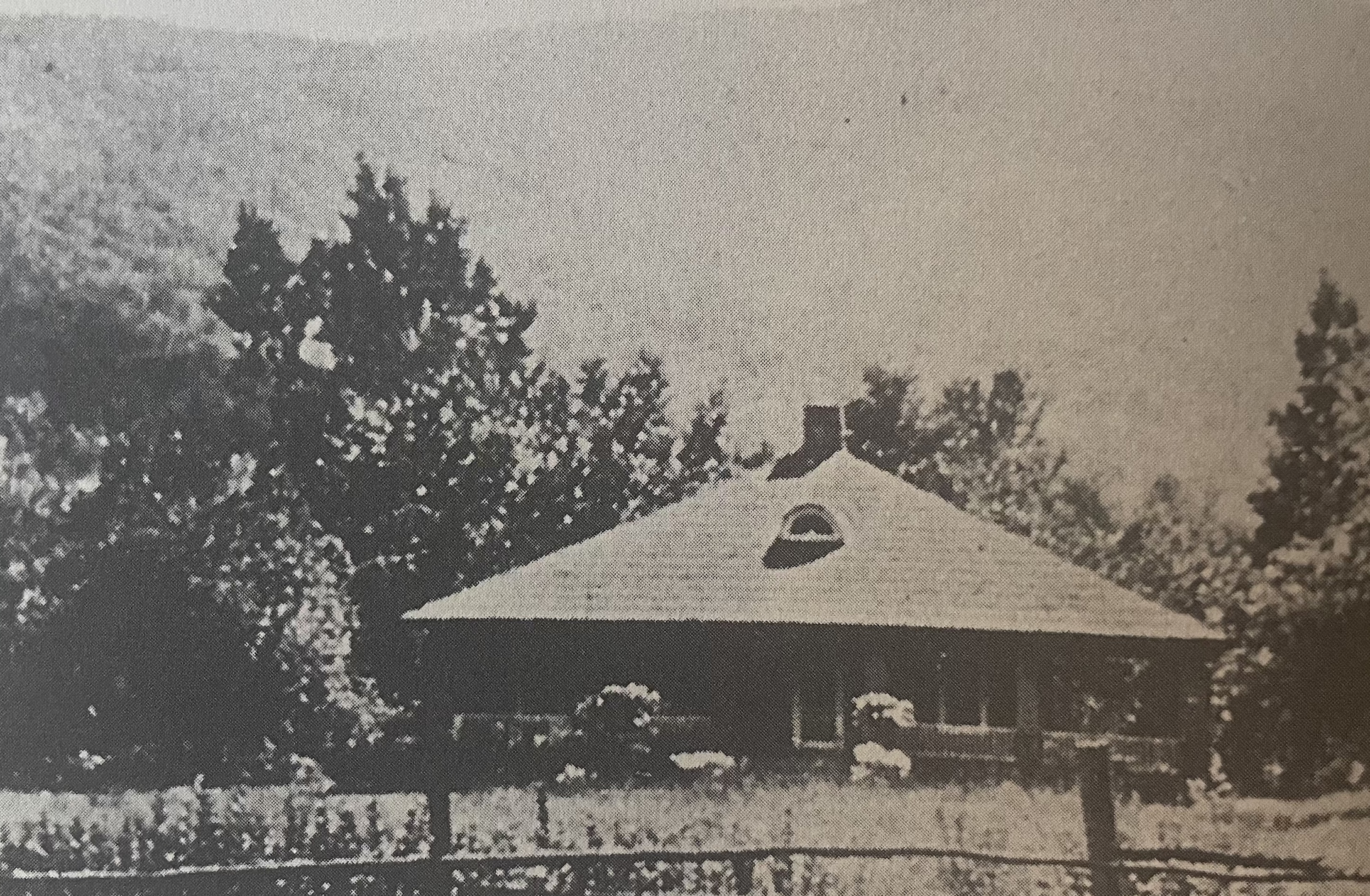
ニューヨーク州シャンデークンの住居

1900年（明治33年）
6月 - 義和団の乱により清国の社会情勢が悪化。
7月 - 日本へ帰国。開通したばかりの岩越鉄道線（現・磐越西線）で福島県に帰郷。小林に留学資金の融通を要請するも、「いつまでも他人の金に頼るな」と諭され拒否される。再び神田・東京歯科医学院（芝より移転した元・高山高等歯科医学院）の講師に戻る。
12月5日 - 箱根の温泉地にて知り合った斉藤文雄の姪で医師を志す女学生・斉藤ます子と婚約を取り付け、その婚約持参金を渡航費に当て、アメリカへ渡航。北里の紹介状を頼りにフレクスナーのもとでペンシルベニア大学医学部での助手の職を得て、蛇毒の研究というテーマを与えられ、研究の成果を論文にまとめる。この蛇毒の研究は、同大学の理事であり野口の指導に当たっていたサイラス・ミッチェルからも評価された。
1901年（明治34年）
ロックフェラー医学研究所が設立される。この研究所の設立にあたっては、フレクスナーが組織構成を任されていた。
キューバの眼科医カルロス・フィンレーとアメリカの軍医、ウォルター・リード大佐が人体実験により黄熱が蚊により伝染することを突き止める。また黄熱患者の血清を細菌濾過器に通過させることにより、黄熱病病原体が血液中にあり、それが濾過性のウイルスであることを証明する（野口は後年の南米での黄熱研究でこの証明を受け入れていない）。
1903年（明治36年）
10月 - フレクスナーの指示によりデンマークのコペンハーゲンの血清研究所に留学。血清学の研究を続け、トーバル・マッセンとの連名でいくつかの論文を執筆する。
1904年（明治37年）
10月 - アメリカに戻り、ロックフェラー医学研究所に移籍。
1905年（明治38年）
血脇が婚約持参金300円を斉藤家に返済し、斉藤ます子との婚約を破棄。

### 結婚・帰国

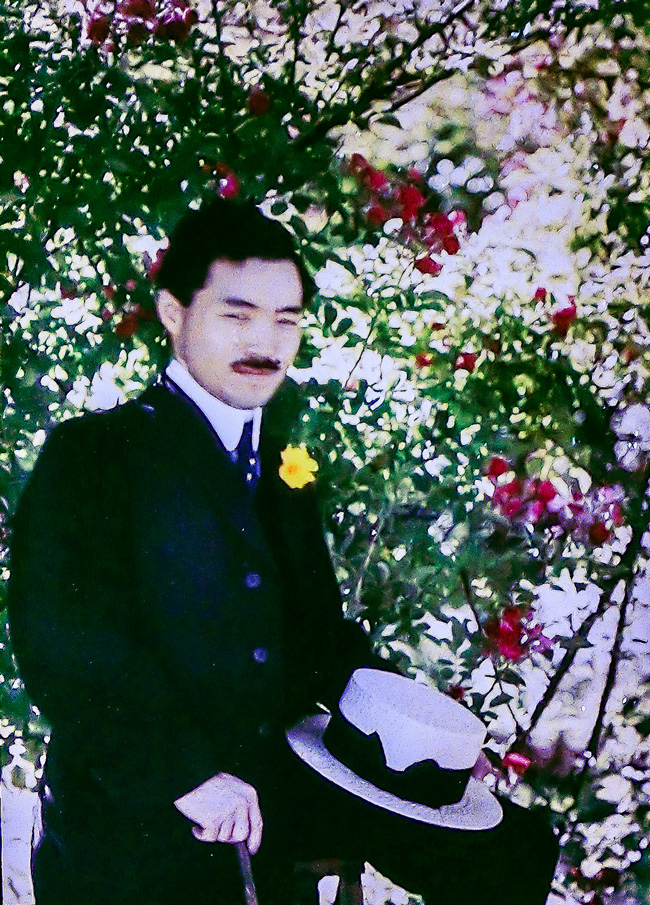
英世のカラー写真（1914年）

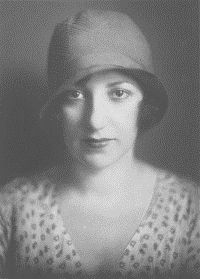
妻のメリー（1923年）

1911年（明治44年）
8月 - 「病原性梅毒スピロヘータの純粋培養に成功」と発表し、世界の医学界に名を知られることとなる（ただし継代培養された野口株は病原性を失い、また病原性梅毒スピロヘータの純粋培養は現在でも追試に成功した者がいない。試験管内での病原性梅毒スピロヘータの培養はニコルズI株について1981年以降に成功が複数報告されているが、その培養条件は野口の報告とは異なり、純粋培養の成功は現代ではほぼ否定されている）。京都帝国大学病理学教室に論文を提出し、医学博士の学位を授与される。
4月10日 - 34歳で、同じ年のアメリカ人女性のメリー・ダージスと結婚する。
1913年（大正2年）
梅毒スピロヘータを進行性麻痺・脊髄癆の患者の脳病理組織において確認し、この病気と梅毒との関連を明らかにした。これは、生理疾患と精神疾患の同質性を初めて示したものであった。小児麻痺の病原体特定、狂犬病の病原体特定などの成果を発表（ただし、後年小児麻痺、狂犬病の病原体特定は否定されている）。
1914年（大正3年）
4月 ‐ 東京大学より理学博士の学位を授与される。この年の7月にロックフェラー医学研究所正員に昇進する。この年のノーベル医学賞候補となった。
この年に撮影されたと思われるオートクローム技術を使用した野口の写真が残っているが、これが日本人を写した初のカラー写真と考えられている。
1915年（大正4年）
9月5日 - 英世は年老いた母との再会を果たすため、15年振りに日本に帰国する。帝国学士院より恩賜賞を授けられる。また、この際にワイル病スピロヘータを発見した稲田龍吉・井戸泰の研究および伊東徹太のワイル病スピロヘータの純粋培養に関する研究を視察している。この帰国の時、恩師の小林栄と血脇守之助、古くからの親友の八子弥壽平には懐中時計を贈っている。10月には、母、小林栄と共に、講演旅行をし、三重、大阪、京都などを見物する。11月4日に日本を離れる。以後、英世は日本に帰国していない。2度目のノーベル医学賞候補となった。

### 黄熱病研究・両親の死去
1918年（大正7年）
6月 - 野口はロックフェラー財団の意向を受けて、まだワクチンのなかった黄熱病の病原体発見のため、当時、黄熱病が大流行していたエクアドルへ派遣される。その頃に開通したばかりのパナマ運河周辺で、船員が黄熱病に感染する恐れがあったため、事態は急を要していた。野口に黄熱の臨床経験はなかったが、患者の症状がワイル病に酷似していたことから試験的にワイル病病原体培養法を適用し、9日後（日数については諸説あり）には病原体を特定することに成功し、これをレプトスピラ・イクテロイデスと命名。この細菌をもとに野口ワクチンを開発した（ただし、1901年のウォルター・リードの研究結果との乖離から、当時より野口説に対する反論があり、特にワイル病との混同が指摘されていた。後年アフリカの研究で野口は黄熱病原がリードの主張同様濾過性であることを認めている）。この成果により、野口はエクアドル軍の名誉大佐に任命されている。この年、英世の母のシカがスペインかぜにより11月10日に65歳で死去している。
1919年（大正8年）
12月 - 黄熱病の研究と撲滅のための医師団としてロックフェラー医学研究所からメキシコへ派遣。
1920年（大正9年）
4月 - ペルー訪問。国立サン・マルコス大学医学部より名誉博士号授与。リマ市滞在4日間にオロヤ熱およびペルー疣という2つの風土病の情報を入手。この年、3度目のノーベル医学賞の候補に名前が挙がった。
1923年（大正12年）
7月 - 英世の父・佐代助が72歳で死去した。
11月 - 日本の帝国学士院会員となる。
ジャマイカのキングストン「熱帯病会議」で鞭毛虫研究、黄熱病研究の発表を行う。ここでキューバの研究医アグラモンテから黄熱病病原体とされているイクテロイデスはワイル病病原体と菌株が違うのみではないかと指摘を受ける。会議後アグラモンテを招き、自らの研究結果を見せて説得を試みる。
1924年（大正13年）
7月 - アフリカ・セネガルにて黄熱病が発生。イギリス、フランスの研究施設より野口ワクチンが効果を見せずイクテロイデスが発見されない旨の報告を受ける。ロックフェラー国際衛生局がナイジェリアのラゴスに黄熱病対策組織として医学研究所本部を設置し、野口の部下であるイギリス出身の医学者エイドリアン・ストークス博士を派遣するも同様の研究結果となる。
1926年（大正15年）
ペルー疣とオロヤ熱が同一病原であることは1885年にペルーの医学生、ダニエル・アルシデス・カリオンが証明していたが、アメリカの学会の一部で否定されていた。これを病原であるバルトネージャ菌分離と猿による実験で証明し、論争に終止符を打つ。
南アフリカ出身の医学者マックス・タイラー らが、黄熱ウイルスの単離に成功。黄熱病についての野口説（イクテロイデスが病原であること）を反証する。

### アフリカでの研究・死去

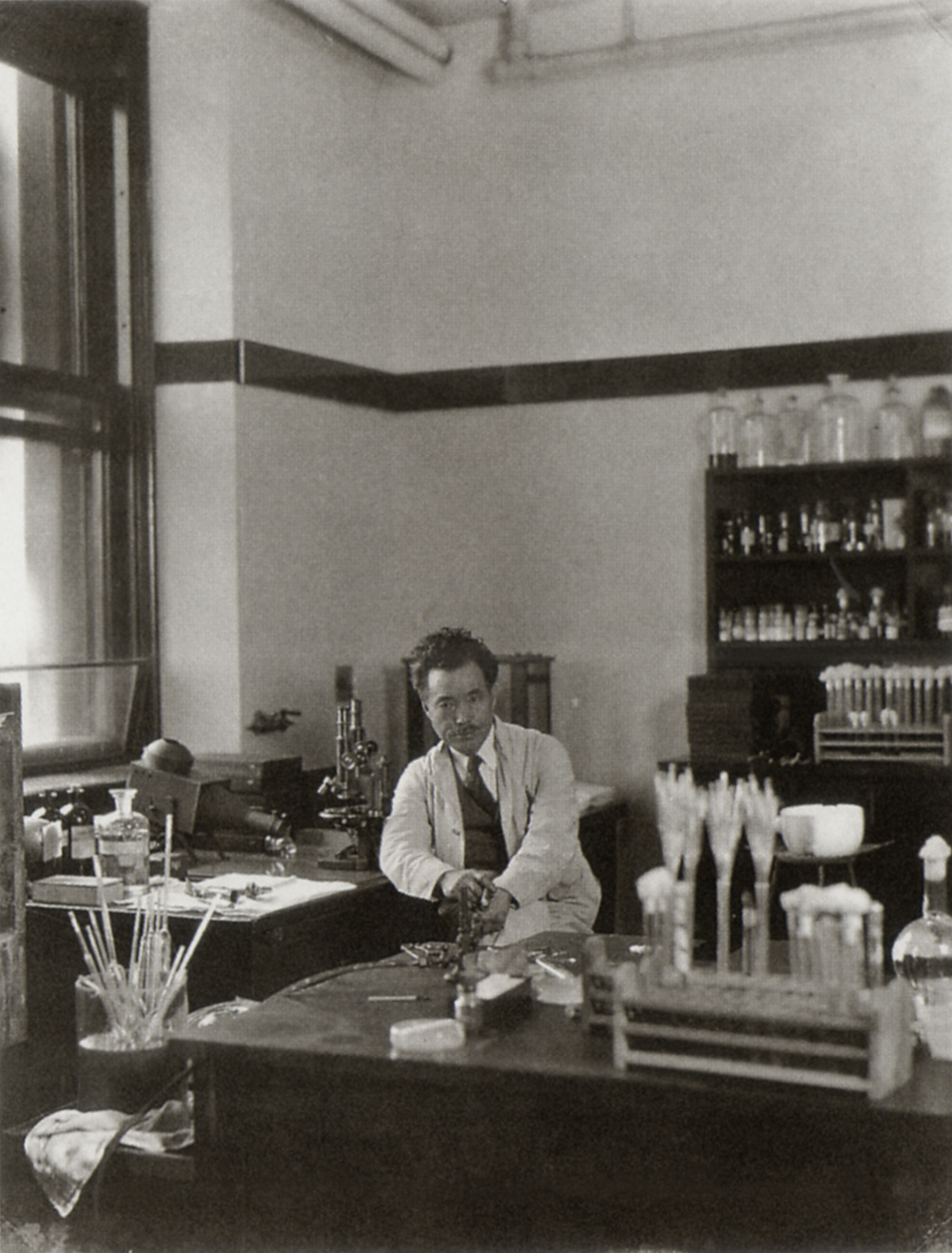
ロックフェラー医学研究所在籍時（1927年）

1927年（昭和2年）
トラコーマ病原体を発表する（ただし、後年クラミジアが発見され否定される）。
ロックフェラー医学研究所ラゴス本部で黄熱病研究を継続していたストークス博士が黄熱病で9月に死去した。
10月23日 - アフリカへ黄熱病研究のため出張。
11月16日 - 英領ゴールド・コースト（現・ガーナ）のアクラに到着、野口説に否定的見解を抱く研究者の多いロックフェラー医学研究所ラゴス本部での研究を望まない野口に対し、イギリス植民局医学研究所病理学者ウイリアム・A・ヤング博士が（ロックフェラーの組織外の）研究施設を貸与し研究を開始。現地で黄熱病が収束し、ラゴス本部からは病原体を含む血液を提供されず、病原体が入手できないため研究が進められない状況が続く。
12月26日 - ウエンチ村で黄熱病らしき疫病が発生したとの報告を受け、血液を採取に行く。
1928年（昭和3年）
1月2日 - 野口自身が軽い黄熱病と診断する症状を発症し、入院（ただし、別の医師にはアメーバ赤痢と診断されており、この時の症状は黄熱病ではなかったと考えられる）。
1月7日 - 回復し退院、研究を再開する。
3月末、フレクスナー宛にイクテロイデスとは異なる黄熱病病原体をほぼ特定できた旨の電報を出す。秘書への手紙に濾過性微生物（ウイルス）が病原であると言及しそれまでの自説を否定。
4月 - フレクスナー宛にアメリカで研究を継続したいため、5月19日にアクラを発つと打電。
5月11日 - ラゴスのロックフェラー研究所本部に行った際、体調が悪化する。
5月13日 - 黄熱病と診断され、アクラのリッジ病院に入院する。見舞いに来たヤング博士に「君は大丈夫か？」と尋ねた後に、野口は（終生免疫が続くはずの黄熱病に再度罹患したのを不可思議に思いながら）「どうも私には分からない」と発言。この言葉が最後の言葉とされている。
5月16日 - 回復し、空腹を訴える程食欲も戻る。その旨はフレクスナーにも打電される。
5月18日 - 病状が再度悪化。
5月21日 - 昼頃、病室で死去。享年53（満51歳没）。野口の死後、その血液をヤング博士がサルに接種したところ黄熱病を発症し、野口の死因が黄熱病であることが確認された（ヤング博士自身も29日に黄熱病で死亡）。
5月22日 - ロックフェラー研究所は、野口の死を悼み半旗を掲げた。
5月23日 - ニューヨークの新聞各紙（ニューヨーク・タイムズ、モーニング・ワールド、ヘラルド・トリビューン）は、社説で野口の死を弔した。
6月15日 - アメリカのニューヨークのウッドローン墓地に埋葬された。ロックフェラー研究所は、野口を「古今を通じて最大の細菌学者の1人」と称賛して、哀悼の意を表した。

### 名誉称号授与歴
- 1907年（明治40年） - ペンシルベニア大学名誉修士
- 1918年（大正7年） - エクアドル陸軍名誉軍医監 名誉大佐、グアヤキル大学名誉教授、キトー大学名誉教授
- 1920年（大正9年） - サン・マルコス大学名誉教授 名誉医学博士
- 1921年（大正10年） - ブラウン大学名誉理学博士、エール大学名誉理学博士
- 1925年（大正14年） - パリ大学名誉医学博士

### 受賞歴
- 1913年（大正2年） - 勲三等（ スペイン）、勲三等（ デンマーク）
- 1914年（大正3年） - 勲三等（ スウェーデン）
- 1915年（大正4年） - 勲四等旭日小綬章（ 日本）
- 1920年（大正9年） - ジョン・スコット・メダル名誉章（ 米国 フィラデルフィア）
- 1924年（大正13年） - レジオンドヌール勲章（ フランス）
- 1925年（大正15年）12月15日 - 正五位（ 日本）[19]
- 同年 - コーベル賞牌
- 1928年（昭和3年） - 勲二等旭日重光章（ 日本）、防疫功労金牌（ フランス）

## 研究スタイル
研究スタイルは膨大な実験から得られるデータ収集を重視した実践派といえる。何百の試験管を用いて数千のスライドを作るといった、気の遠くなるような実験パターンを実行してデータ収集を行った。この特異な研究姿勢から、当時のアメリカ医学界では野口を指して「実験マシーン」「日本人は睡眠を取らない」などと揶揄する声もあったという。この評価は野口本人も少なからず気にしていたようで、1920年に若手の細菌学者に「俺等の様な古い学者は、世の中には要らなくなったのだ」と語り、近代化学の方法を覚えるように指摘している。1919年春、訪米した知人の医師・畑嘉聞に「十分とはいえない段階の論文であっても研究所に急かされ、結果、発表したものが賞賛されて責任が圧し掛かり内心、忸怩たる気持ちになるが、その賞賛の声を発奮材料に研究に打ち込む」といった旨を明かしている。野口は生涯で204編という多数の論文を発表した。うち150編は単名で書かれている。

## 人体実験スキャンダル
1911年と1912年にニューヨーク市のロックフェラー医学研究所において、野口はツベルクリン検査のような梅毒の皮膚検査法の開発を試みていた。被験者はニューヨークの診療所と病院から集められた。この実験において、野口はルエチンと呼ばれる梅毒の抽出物を被験者の上腕皮下に注射した。皮膚反応は病気の進行段階やその処置に応じて梅毒患者と健康な被験者との間で差があり、研究がなされた。571人の被験者のうち315人が梅毒患者であった。残りの被験者は「対照群」であり、彼らは梅毒に感染していない孤児や入院患者であった。入院患者は既にマラリア、ハンセン病、結核、肺炎といった様々な梅毒以外の病気の治療歴があった。対照群の残りは健常者であり、ほとんどは2歳から18歳の子供であった。野口と他の医師たちは、この実験について被験者に説明せず、承諾を得ていなかった。当時の批判者（主に生体実験反対運動の人々）は、野口が傷つけられやすい孤児と入院患者の権利を侵害した、と言及した。生体実験反対主義者らの一部には、野口の実験によって子供が梅毒にかかったのではないかとの懸念があった。
これは周知のスキャンダルとなり、メディアがこのことについて議論した。『ライフ』誌の編集者は以下のように指摘した。

かの研究者が患者に対して『あなたの身体に、多かれ少なかれ恐ろしい病気と関連した調合物を注射する許可を頂けますでしょうか？』と聞いていたとしたら、病人らは拒否しただろう。

野口を弁護するため、ロックフェラー研究所のビジネスマネージャーであったジェローム・D・グリーンは、この実験に抗議していた反生体実験団体に書簡を送った。グリーンは、野口とその同僚研究者は被験者に投与する前に自分自身で抽出物を試験したので、この投与が梅毒を引き起こす可能性はない、と指摘した。しかしながら、野口自身1913年に無治療状態の梅毒と診断され、野口はロックフェラー病院での梅毒治療を断っている。その当時、グリーンの説明は、実験の重要性と研究中に医者が取っていた配慮を証明するものと見なされた。1912年5月、ニューヨーク児童虐待防止協会はニューヨーク地区検事長に野口に対する告発を求めたが、却下された。
アメリカ合衆国において、被験者を保護するための法律が可決され、人体実験に関して十分なコンセンサスの醸成が成されるようになったのは20世紀後半のことであった。そこに至るまでに、インフォームド・コンセントと患者/被験者の権利に関するより多くの手続きが開発された。

## 業績
存命中に野口の名を高めた学問上の業績は、進行性麻痺患者の脳内に梅毒病原体を発見した事と、いくつかの感染症の病原体特定および培養である。ただし後者の業績は後に否定された。
現在まで残っている野口の業績のうち最大とされるのは、梅毒スピロヘータを麻痺性痴呆患者の脳と脊髄癆患者の脊髄に発見したことである。当時、すでに麻痺性痴呆と脊髄癆は梅毒の末期症状と考えられていたが、証明はなされていなかった。研究者たちは梅毒患者の脳や脊髄から梅毒スピロヘータを見つけ出そうと試みていたが上手くいかなかった。野口は当時の顕微鏡で数千枚にもおよぶ病理組織標本の観察により、菌がいると考えられていた血管まわりではなく繊維の奥深くでスピロヘータを確認し、神経性疾患と感染症との関連を明らかにした。ひとたび脳のどの部分にスピロヘータがいるのかが分かれば、容易に見つけ出せるようになった。また脊髄からもスピロヘータを発見した。
一方で、のちに否定された研究業績として挙げられるのが病原性梅毒スピロヘータの純粋培養と黄熱病の研究である。急性灰白髄炎（ポリオ、小児麻痺）、狂犬病、黄熱病、トラコーマの病原体発見の業績に関しても、のちにウイルスなどの別の病原体であることが判明していることから否定されており、現代において微生物学の分野で評価できるものは全体の仕事のうちの一部に留まることになる。これは、野口の研究時期において、濾過性病原体としてのウイルスの存在はすでに示唆されており、光学顕微鏡下で観察可能なスピロヘータの研究方法にこだわったこと、培養方法などに技術的限界があったことが考えられる。また、発表された200本あまりの論文の大部分を掲載したJournal of Experimental Medicineは、ロックフェラー医学研究所外の研究者による査読を免れており、フレクスナーの推薦があれば掲載されるなど、査読システムの不備も指摘されている。
野口はまた、ペルー、エクアドル、コロンビアの山間部の風土病であり、サシチョウバエにより媒介されて溶血性貧血による重篤な症状をきたすオロヤ熱と、四肢に数センチに達する疣（イボ）ができるペルー疣が同じ病気であることを証明した。科学史家の中山茂は、これを野口の業績のなかで「2番目に大きな業績として認められている」としている。同じ病気の異なる症状であるという説は、1885年ペルーの医学生ダニエル・カリオンが、それまでペルーの医師の間で唱えられてきた説を自らの身体を実験体として示し、以後カリオン病と呼ばれるようになったものであり、ペルー国内では認められたものの、アメリカのハーバード大学により否定されていた。野口の業績はカリオンの報告を科学的に証明したもので、その成否についてハーバード大学と大変な議論を経た後に野口の成果が正しいとされた。
他の業績として、渡米後すぐに行った、蛇毒によって引き起こされた溶血性変化に関する研究や、血清学的ヘルペドモナド(HERPETOMONADS)とリーシュマニアの分類（1926年サイエンス誌）がある。
前記の通り、野口はノーベル賞に何度も推薦を受けているが、自身は1926年のノーベル医学・生理学賞に、バクテリオファージ研究者であるフェリックス・デレーユを推薦している。

### 主要な研究年譜
- 1902年（明治35年）蛇毒の血清学的研究
- 1911年（明治44年）梅毒スピロヘータの純粋培養（のちに否定[注 17][注 13]）
- 1913年（大正2年）梅毒スピロヘータを進行性麻痺・脊髄癆患者の脳病理組織内で発見
- 1913年（大正2年）小児麻痺病原体特定（のちに否定）
- 1913年（大正2年）狂犬病病原体特定（のちに否定）
- 1918年（大正7年）エクアドルの黄熱病病原体特定（のちに否定）。翌年にかけてワクチンの開発を行う。
- 1926年（大正15年）ペルー疣とオロヤ熱が同じ病気の症状であることを証明
- 1927年（昭和2年）熱帯リーシュマニア症の研究
- 1927年（昭和2年）トラコーマ病原体特定（のちに否定）

## 人物

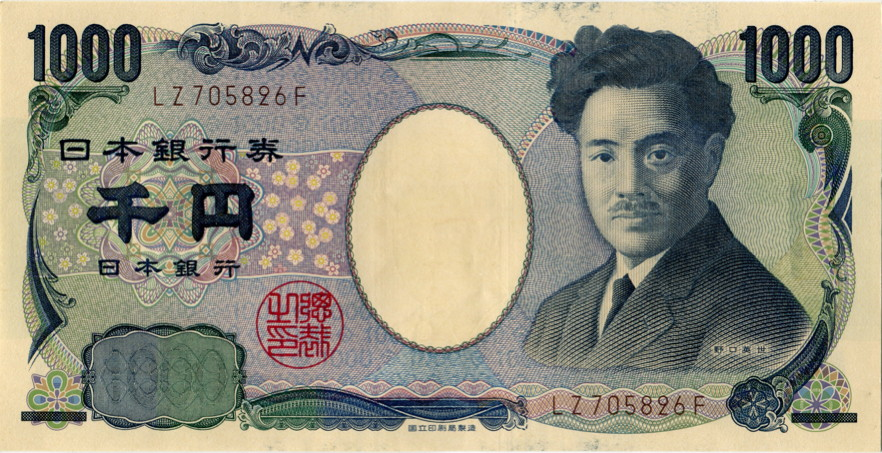
野口は日本の旧千円札（E千円券）に採用されていた。

野口英世は農村部の貧しい農家に生まれたが、1歳で左手に障害を背負いながらも独学を通じて医学を心得たほか、生前は細菌学者として世界的な名声を得た。21世紀の現代において、野口を題材にした子供向けの偉人伝が日本国内で多数刊行され、医学研究者としては非常に知名度が高い。2004年には日本銀行券のE号千円札の肖像に選ばれ、2024年の改訂まで20年にわたり発行された。
趣味は浪花節、将棋、囲碁、油絵であった。ニューヨーク州シャンデークンには野口自身が設計した別荘があり、油絵の多くはここで描かれた（画家でもある堀市郎に師事）。また野口英世が一度将棋を指すと、相手は野口英世が勝つまで勝負につき合わされたという逸話がある。
アメリカ合衆国・ニューヨークにあるロックフェラー大学の図書館入り口には、ロックフェラーとロシア人彫刻家カニョンコフが制作した野口の胸像がある。この胸像はロックフェラー財団からの贈呈により、福島県の猪苗代町にある野口英世記念館にも設置されている。また長野県佐久市にある川村吾蔵記念館には彫塑家川村吾蔵が制作した野口の胸像がある。さらに東京、上野恩賜公園の国立科学博物館前にも野口の銅像がある。

### 両親と生家
父の佐代助は酒好きの怠け者であり、野口家の貧困に拍車をかけた人物として、伝記ではもっぱら批判の対象とされることが多い。実際には性格的にむしろ人好きで好印象な人物であったとも言われる。後年、野口が恩師や友人たちを巧妙に説得して再三にわたり多額の負債を重ね「借金の天才」とまで呼ばれたほどの野口の要領の良さ・世渡りの上手さは父から受け継いだ才能であったといわれている。ただし野口は、酒好き放蕩好きな浪費家という佐代助の欠点をも受け継いでいるが、伝記では伏せられることが多い。
母のシカは農作業の傍らで副業として産婆を営むようになる。1899年（明治32年）、産婆の開業について政府による新しい免許制度が創設され、全ての産婆に免許の取得が義務付けられた時、シカは文字の読み書きができなかったが、近所の寺院の住職に頼み込んで一から読み書きを教えてもらい、国家試験に合格、正式な産婆の免許を取得し、生涯に2000件近くの出産に貢献した。野口は渡米後、母親にアメリカの自分の住所が刻印された判子を送っている。これは母親が大変字が下手な事を考慮して送ったものである。前記の通り、野口の母のシカはもともと文字の読み書きができず、正式な産婆の免許を取得するために苦労して一から読み書きを学んだ事情がある。1912年（明治45年/大正元年）にシカが野口に宛てて書いた手紙が1通現存しており、当て字の漢字（「勉強」を「べん京」）が混じったり、会津弁の表現・発音がそのまま出たりした（共通語なら「に」と書く助詞を「さ」、「え」となる箇所を「い（イ）」と書いたり、「写真」を「さしん」と書くなど）文章に、筆記の苦労が窺われる内容となっている。一度の帰国は母親からの手紙に端を発しており、帰国した折には母親とずっと一緒に居たとも伝えられている。
少年期の野口は家を疎ましく思い、死を覚悟するほど家を出たいと願っていた。高野川のほとりでの以下ような口論があった旨、姉の野口イヌの後年の回想にある。イヌ「私は家を出て行くので、長男のお前があの家を継ぎなさい」清作「俺は継ぎたくない。姉さんが婿をとって継いでくれ。あんな希望のない百姓の家などいらない、姉さんにくれてやる。」押し問答を続け、しまいに清作は川に飛び込もうとする。清作「俺が家を継がねばならないなら死ぬ。」（野口英世記念会「野口英世-少年期」）
『姉の語る野口英世の生い立』（非売品）に、1892年４月５日、十五歳の野口は同村の親戚二瓶トメ（おとめ）と結婚して披露宴の様子がある。仲人名、結婚期間の記述はない。離婚後、トメは裏磐梯桧原村に嫁ぎ、六人の子供を生んだ。晩年は桧原小学校の小使いになり、県視学による故人野口の功績の講演を聞いた。

### 異性関係
野口はクリスチャンであったが、会津若松の書生時代に洗礼を受けた日本基督教団若松栄町教会で出会った6歳年下の女学生・山内ヨネ子に懸想し、幾度も恋文を送る。しかし、女学校校長経由で教会牧師に連絡があり叱責を受ける。その後、東京の済生学舎で、逝去した医師の父の後を継ぐため、順天堂医院で看護婦をしながら女医を目指す山内に再会し学友となり、頭蓋骨を贈呈している。1899年（明治32年）清国に出向く直前には正装し湯島に下宿する山内に会いに行き、また清国より帰国した折には野口と山内の名を刻んだ指輪を贈っている。山内はそれを迷惑と感じたようで、下宿の主婦に依頼して以降の面会を拒否した。その後、山内は1902年（明治35年）に20歳で医師免許を取得、医師森川俊夫と結婚。会津若松で三省堂医院を開業する。野口は山内の従兄弟である菊地良馨経由で山内が結婚したことを知り、「夏の夜に飛び去る星、誰か追うものぞ。君よ、快活に世を送り給え」との一文を菊地に送っている。野口が日本に帰郷した際の記念写真には山内の姿がある。
渡米資金を得るために婚約を交わした斎藤ます子との関係は、渡米後の野口の悩みの種となった。血脇とやりとりされた手紙の中で幾度もこの件に触れており、斎藤ます子に対し「顔も醜く学がない」旨の評がある。血脇は破談を薦めるが、野口は自ら破談にすることはなく、先方から破談されるよう策していた。現代と適齢期の常識が異なり、婚期を逃すことを恐れた斎藤家から幾度も婚約履行の催促が来るのに対し、野口からは数年は研究で帰国できないと宣言する、欧州への留学資金を数千円要求するなど、ずれたやりとりが多く見られる。
その一方で結婚して亡くなるまで破綻することがなかったメリーとの仲は極めて良好であり、メリーは家に仕事を持ち込む英世を疎むようなことをせず、英世も遠方にいても電報を送るなどしていた。

### 血脇守之助との関係
野口は貧乏育ちのためか金銭感覚が鈍く、金遣いが荒かったことが知られる。留学前に血脇からもらった500円という当時としては大金を遊興で使い切ってしまった時には、彼もさすがに呆れてしばらく言葉を失ったといわれる。それでも血脇は野口の才能を信じて金貸しへ行き、彼のために再び留学資金を準備した。このことに野口は感涙したと言われている。
1922年（大正11年）、血脇が訪米した際、野口は大喜びして何日間も朝から夜まで付きっきりで案内してまわった。血脇が講演する時には通訳を買って出て、「私の大恩人の血脇守之助先生です」と紹介し、忙しいスケジュールの中を大統領にまで会わせた。別れ際、血脇は「君が若い頃は色々と世話をしてあげたが、今度は大変世話になった。これでお相子だな」と言ったが、野口は「私はアメリカに長く生活してきましたが、人の恩を忘れるようなことは決してしません。どうか昔のように清作と呼び捨てて下さい。その方が私にとってどんなにありがたいか知れません」と言葉を返した。

### 医学者として
フレクスナーに渡した履歴書には1893年（明治26年）5月に東京医科大学に入学し3年で卒業とあり、ロックフェラー医学研究所の公式記録にもその旨が記載されている。実際には1893年（明治26年）には会津若松で書生をしており、その後も医術開業試験予備校である済生学舎にも、僅か数か月しか通っていない。またアメリカで出した初論文から一貫して医学博士(M.D.)であることを明示していたが、日本には当時医学博士は数十人程度しかおらず、学歴詐称・肩書詐称の状態であった（もっとも済生学舎は当時、「東京専門学校済生学舎」と称しており、医師免許取得とともに卒業を認定したので、東京専門学校済生学舎の卒業生であること自体は事実である。ただし半年で卒業しているので3年も在籍はしていない。またMDは医師免許と同義語であり、医学博士Ph.D.とは異なる。現在でも日本の医師は、医学士BMBSであっても米国ではMDと称している）。1927年（昭和2年）に友人の堀市郎がアメリカの新聞記者に取材を受けた際に苦学生であったことを説明するために野口が大学を卒業していないことを語ったところ憤慨し、電報で取り消しを求めた。
野口がロックフェラー研究所に勤めていた頃、日本からの留学生と一緒に住んでいた時期がある。1年ほどの月日が経ったある日の夜、野口は留学生に「君もここへ来てから色々と勉強したことだろう。そろそろ論文を発表したらどうだい」と勧めたが、「英語が拙いため書けない」と拒まれてしまう。すると、「それならば、君が日本語で話したことを、僕が英文に直してあげよう」と言って、共同で執筆することにした。完成後、野口は「すぐにポストへ出して来なさい」と申告したが、留学生は「流石にもう遅いから明日にしましょう」と言い返した。これに対して野口は、「それでは駄目だ。今すぐ入れてきなさい。君と同じ研究を誰かがやっているかもしれないんだ。もし1日でも発表が遅れたら、君の発表じゃなくなってしまう。全てが無駄になるんだ」と強く言い聞かせた。留学生は強く感銘を受け、暗い夜道を走って論文を提出し、無事に帰国したという。

### 在米生活
ニューヨークでの将棋の相手は絵の師でもある写真家の堀市郎であり、囲碁の相手は彫塑家の川村吾蔵があたった。「野口さんが勝ち出すと、堀君が待ったをかけ、三手、四手も遡って最後に堀君が勝つまで待ったをする。2回戦は野口さんが勝つ。それで一勝一敗で夜遅くなり、その翌晩に対戦する。これが幾晩も幾年も続いた」と川村吾蔵が野口英世と堀市郎の将棋の様子を「野口博士との思い出」で綴っている。
1901年（明治34年）、野口が24歳の時に同世代の事業家である星一の計らいでアメリカ・フィラデルフィアに滞在していた前総理大臣伊藤博文の宿舎を訪ね、1時間ほど歓談を行っている。のちにお互いが千円紙幣の肖像に採用されることになる。
台湾医学界の重鎮であった杜聡明が京都大学の学生時代、ニューヨーク、ロックフェラー研究所にいる野口を訪ねた。研究所の食堂で野口と杜が日本語で歓談していると、食堂内に米国人が入ってきた。その途端、野口はさっと会話を日本語から英語に切り替えたという。杜聡明は、「これが真の国際マナーであり、国際人というものか」と感嘆した、と自らの書で野口英世について語っている（「中国名医列伝」・中公新書）。

### 野口英世語録
- 志を得ざれば再び此の地を踏まず（青年期、上京の際、猪苗代の実家の柱に彫りこんだ言葉）
- 人生の最大の幸福は一家の和楽である。円満なる親子、兄弟、師弟、友人の愛情に生きるより切なるものはない。
- 努力だ、勉強だ、それが天才だ。誰よりも、3倍、4倍、5倍勉強する者、それが天才だ。
- 絶望のどん底にいると想像し、泣き言をいって絶望しているのは、自分の成功を妨げ、そのうえ、心の平安を乱すばかりだ。
- 人は能力だけではこの世に立つことはできない。能力と共に徳義を持つことが必要である。
- 模倣から出発して独創にまで伸びてゆくのが、日本人の優れた性質である。それは逞しい能力でもある。
- ナポレオンは三時間しか寝なかった（口語）
- 偉ぐなるのが敵討（ガタキウ）ちだ（口語）
- 教えに来たのではありません。習いに来たのです。（ブラジルを訪れた時）
- 自分のやりたいことを一所懸命にやり、それで人を助けることができれば幸せだ。
- 私はこの世界に、何事かをなさんがために生まれてきた。
- 学問は一種のギャンブルである。
- 障害者であることは、学問においては問題にならない。
- 名誉のためなら危ない橋でも渡る。
- 過去を変えることはできないし、変えようとも思わない。人生で変えることができるのは、自分と未来だけだ。
- 忍耐は苦い。しかし、その実は甘い。（原典フランス語）
- 英雄却相親（星一との写真に添え書き）
- 人の一生の幸せも、災いも自分から作るもの、周りの人間も、周りの状況も、自分が作り出した影と知るべきである。
- まて己 咲かで散りなば 何が梅（順天堂医院の助手の頃に詠んだもの）
- 正直であることが最高の手段だ。

## 後世への影響

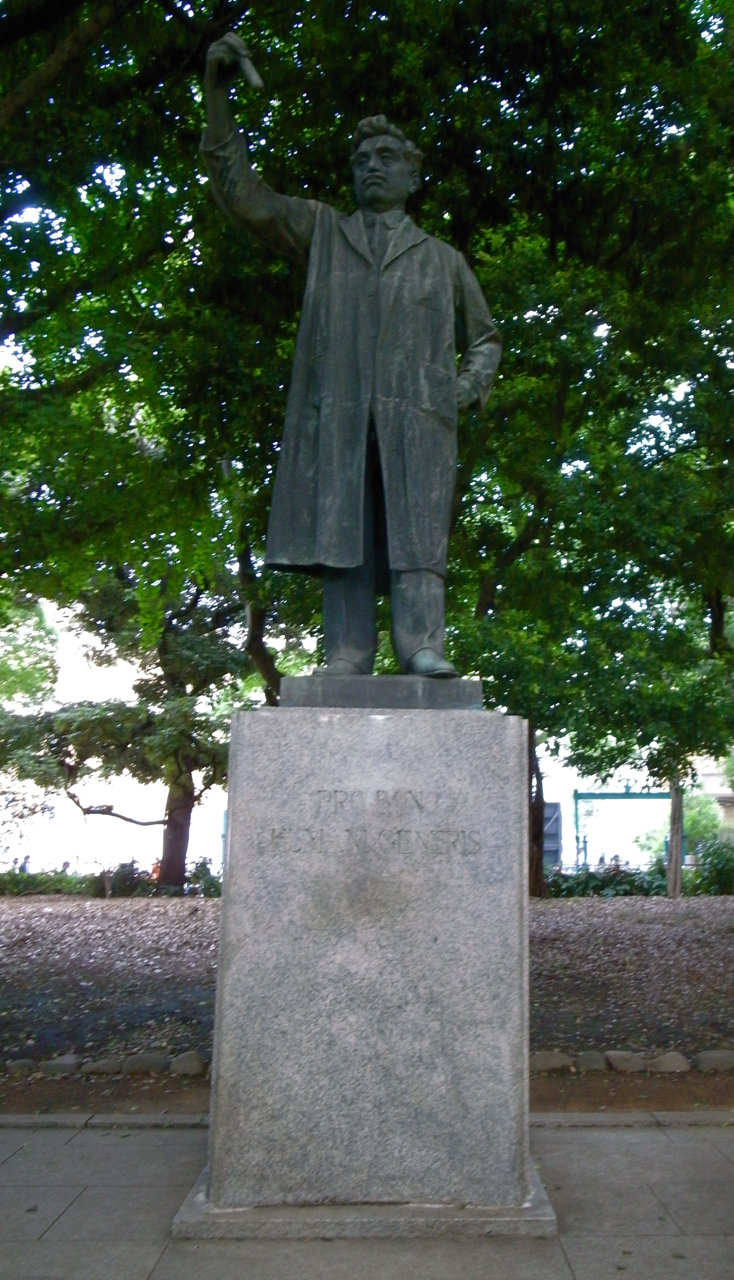
野口英世の像（上野公園）

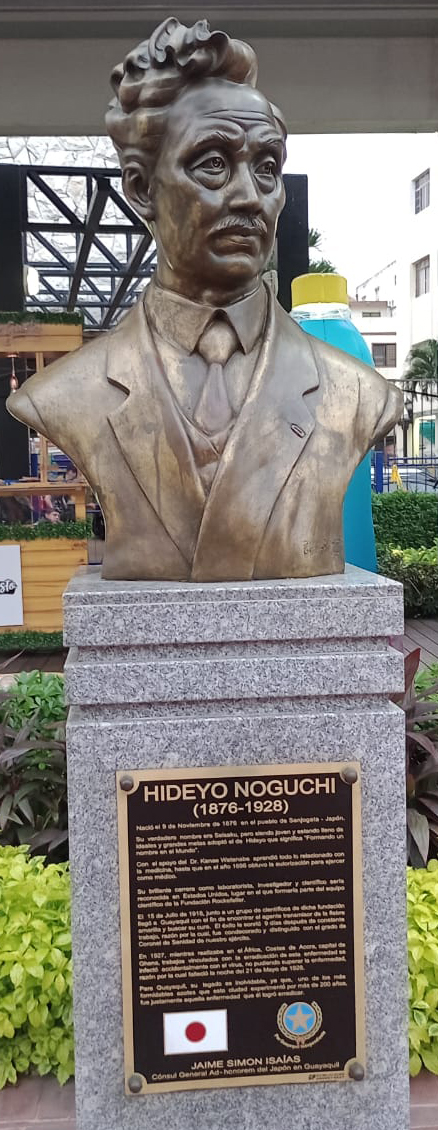
野口英世の胸像（エクアドル・グアヤキルのPalacio de Cristal）

- 「偉人伝」としては、戦前からよく取り上げられる人物であった。死去から間もない1930年の雑誌『雄辨』の広告には、「水呑百姓から世界的大学者となった」野口が取り上げられた[45]。
- 野口英世記念医学賞 - 財団法人野口英世記念会が優れた医学研究に贈る賞。1957年（昭和32年）創設[46]。
- 野口医学研究所 - 日米間の臨床留学・医療交流プログラムを企画・運営している団体。同名の団体が日本とアメリカで存在しグループとなっている。
  - 米国財団法人野口医学研究所 - 1983年（昭和57年）、フィラデルフィアにて設立されたグループ母体。
  - 一般社団法人野口医学研究所 - 2010年（平成22年）設立。米国側の具体的な活動全てを実行する日本側主体。
  - 株式会社野口医学研究所 - 1990年（平成2年）、日本側で設立。上記2団体の収益部門として、医療サービスおよび健康食品等の提供製造販売を行っている。
- 1979年（昭和54年）、没地のガーナ共和国にて日本の援助により野口記念医学研究所が設立[47]。
- 2004年（平成16年）11月1日以降発行されている千円紙幣（日本銀行券E券）の肖像画になっている[注 18]。
- 2004年（平成16年）9月13日、野口の出身地に因んで福島県耶麻郡猪苗代町の「翁島郵便局」が「野口英世の里郵便局」[48] と改称された。
- 2021年（令和3年）に開催された東京オリンピックでは、ガーナの選手団が野口の出身地である猪苗代町で事前合宿を行った。
- 野口英世アフリカ賞 - 日本で開催されるアフリカ開発会議で表彰される賞。医学者が主な受賞対象となる。

## 系譜
- 野口家

清太郎━━岩吉＝＝善之助（渡部氏）＝＝佐代助（小檜山氏）━━清作（英世）
- 戸田純子（埼玉県立皆野高等学校教諭。戦国時代の連歌師である猪苗代兼載を研究している）によると、父である佐代助の実家「小檜山氏」は、猪苗代兼載にゆかりがある家柄[49]。

## 主要論文
- サイモン・フレキス子ル、野口英世、蛇毒ノ血球溶解作用抗細菌溶解作用及毒性ニ就キテ 細菌學雜誌 1902年 1902巻 76号 p.193-222, doi:10.14828/jsb1895.1902.193
- サイモン・フレキス子ル、野口英世、【原著】蛇毒ノ血球溶解作用抗細菌溶解作用及毒性ニ就キテ 順天堂医学 1902年 M35巻 352号 p.259-290, doi:10.14789/pjmj.M35.259
- 野口英世、黄熱病病原ニ關スル研究 実験医学雑誌 1919年 3巻 1号 p.59-60, doi:10.3412/jsb1917.3.1_59

## 野口英世を扱った作品

### 伝記
野口英世の伝記は非常に多数出版されている。野口の存命中にすでに日本語の伝記が1つ出ているが、理想化されていたため野口自身は気に入っていなかった。
野口の死後、フレクスナーが短い評伝を書き、それに刺激されて医師で文筆家のグスタフ・エクスタインが訪日して資料を集めたうえで1931年に「野口英世伝」（原題"Noguchi"）を書いた。また野口と交流のあった医学者の奥村鶴吉も1933年に伝記を出版した。多くの伝記はエクスタイン本と奥村本が元となっている。この2冊には私生活のルーズさも書かれている。
野口が死去した年から多くの伝記が出版され続けているが、前記2冊を例外として立志伝・偉人伝として美化されたものだった。これは戦後もしばらく続き、業績が見直されて人間的な欠点も伝記に書かれるようになるのは1970年頃からである。1980年には多くの1次資料や関係者へのインタビューを元に書かれたイザベル・プレセットによる伝記が出版された。

### 小説・映像作品など
- 野口英世最後のたたかい（中山達郎） - ノンフィクション、2005年。
- 野口英世（馬場正男） - ポプラ社の子供向け伝記、1982年。
- 野口英世（浜野卓也） - ポプラ社の子供向け伝記、1998年。
- 野口英世 - 大日本雄弁会講談社の絵本。
- 遠き落日（渡辺淳一） - 小説、1979年。後に映画化、1992年。
- ノグチの母 野口英世物語（新藤兼人） - 小説、1992年。
- 人間野口英世（池田貞武） - 小説、1978年。
- 帰国（渡辺祐一） - 小説、1983年。
- Dr.NOGUCHI（むつ利之） - 漫画（全17巻）、1994-1997年。
- 野口英世の少年時代 - 映画、関川秀雄監督、東映教育映画部製作、1956年。
- 光は東方より野口英世伝[52]（昭和51年。ＴＶドラマ、全２話。）

この他、児童向けの伝記や学習漫画などにも取り上げられている。